# Copris sarpedon
Copris sarpedon là một loài bọ cánh cứng trong họ Bọ hung (Scarabaeidae).